# سنة جيدة (فلم)
سنة جيدة هو فيلم درامي كوميدي تم إنتاجه عام 2006, من إخراج ريدلي سكوت، وبطولة راسل كرو، ماريون كوتيار، آبي كورنيش والبرت فيني، الفيلم مقتبس من رواية بنفس العنوان تم نشرها عام 2004, وهي من تأليف المؤلف البريطاني بيتر مايل.

## القصة
«ماكسميليون سكينر» عاش فترة طفولته في الريف الفرنسي مع عمه «هنري» الذي يمتلك مزرعة تنتج افخر أنواع النبيذ، هو الآن خبير اسهم بريطاني، يحب حياة المدينة وما تحويه من صخب وتقدم مدني، يعطي جل اهتمامه لعمله، ويمضي وقت فراغه بصحبة اصدقائه في حانات لندن.
في أحد الايام يتلقى خبر وفاة عمه وبما انه قريبه الوحيد فسوف يرث كل ممتلكات عمه بما فيهم المزرعة القابعه في الريف الفرنسي، يقرر الذهاب إلى هناك لمدة يوم واحد لبيع المزرعة ومن ثم يعود للندن وعمله.
ستحدث مستجدات تطيل فترة زيارته للريف الفرنسي منها رفض البستاني بيع المزرعة التي عاش فيها طوال حياته، ومقابلة «ماكس» للفتاة الفرنسية «فاني» التي تعمل نادلة في أحد المطاعم واحداث أخرى ستحتم على «ماكس» ان يختار قرارات مصيريه وحتميه تتعلق بحياته.

## الأدوار الرئيسية
|  | راسل كرو في دور ماكس سكينر      |
|  | ماريون كوتيار في دور فاني شينال |
|  | آبي كورنيش في دور كريست روبرتس  |
|  | البرت فيني في دور العم هنري     |
|  | توم هولاندر في دور تشارلي ويليز |

## وصلات خارجية
- الموقع الرسمي نسخة محفوظة 8 فبراير 2009 على موقع واي باك مشين.
- مقالات تستعمل روابط فنية بلا صلة مع ويكي بيانات
- تصوير المشاهد في بروفنس